# WBSC U-15ワールドカップ
WBSC U-15 野球ワールドカップ（英：WBSC U-15 Baseball World Cup）とは、世界野球ソフトボール連盟（WBSC）の主催により隔年で開催される、13歳から15歳の各国・地域代表選手で競われる野球の国際大会である。旧称は「IBAF 15U世界野球選手権大会」、「IBAF 15U野球ワールドカップ」。

## 歴史
前身である「世界ユース野球選手権大会」は1989年に日本で第1回大会が開催され、当初は毎年開催されていたが、第9回大会からは隔年開催となった。
2007年の大会は当初、8月17日から25日までの日程で、10の国・地域（日本、台湾、アメリカ、キューバ、メキシコ、ベネズエラ、コロンビア、ブラジル、フランス、アルバ）が参加してベネズエラで開催予定だったが、ベネズエラ政府が政治的理由で台湾選手団にビザを発給しなかったため、当時の主催者である国際野球連盟（IBAF）がベネズエラの開催権を剥奪し、同大会は中止になった。形式的には中止となったが試合は実施され、日本代表は実質3位だった。
2011年の第14回大会はメキシコで開催され、日本は3位に入賞した。世界ユース野球選手権大会としてはこの大会をもって廃止され、2012年より年齢制限を従来の16歳以下から15歳以下に変更し、「15U世界野球選手権大会」として開催されることになった。
2012年8月16日から8月26日にかけて、「15U世界野球選手権大会」に改称された第1回大会が15の国・地域の参加を得てメキシコのチワワで開催されたが、日本、アメリカ、オーストラリアの3か国はメキシコ国内の情勢不安を理由に参加を辞退した。
2016年の第3回大会からは、世界野球ソフトボール連盟（WBSC）の発足により現在の名称で開催されている。同大会から出場チーム数が18から12へと変更された。
2020年にはメキシコのティファナで第5回大会が開催予定だったが、新型コロナウイルス感染症の世界的流行の影響で一旦は2021年に延期され、その後改めて中止となった。
2021年2月、WBSCは同年から2029年までの世代別ワールドカップの開催スケジュールを発表し、本大会については奇数年に各大陸予選を、偶数年に本戦を開催する方針が示された。
2022年4月、第5回大会を同年8月26日から9月4日までの日程で、メキシコのエルモシージョで開催することが発表された。開催国を除く大陸別の出場枠は南北アメリカ（5）、ヨーロッパ（2）、アジア（2）、アフリカ（1）、オセアニア（1）、ワイルドカード（1）と設定され、13の国・地域が出場した。
2024年3月、WBSCは第6回大会を同年8月16日から25日までの日程で、コロンビアのバランキージャ及びカルタヘナで開催することを発表した。大陸別の出場枠は前大会と同様であるが、開催国コロンビアがワイルドカードとして出場するため参加チーム数は12となる。
同年7月、2026年に予定される第7回大会の開催権をイタリアが獲得したことが発表された。

## WBSC世界ランキングの獲得ポイント
2023年7月25日に発表されたWBSC世界ランキングのポイント算出方法に関する資料によると、本大会での獲得ポイントは以下の通りである。
- 最大獲得ポイント：400（優勝チームにはボーナスとして+60ポイント）
- 最小獲得ポイント：40

## 歴代大会結果

### 世界ユース野球選手権大会
| 回 | 開催年 | 開催地             | 出場数 | メダリスト           | メダリスト           | メダリスト           |
| 回 | 開催年 | 開催地             | 出場数 | 優勝                 | 準優勝               | 3位                  |
| -- | ------ | ------------------ | ------ | -------------------- | -------------------- | -------------------- |
| 1  | 1989年 | 東京               | 8      | 日本                 | チャイニーズタイペイ | 中華人民共和国       |
| 2  | 1990年 | マサトラン         | 3      | 日本                 | ブラジル             | キューバ             |
| 3  | 1991年 | メルボルン         | 5      | チャイニーズタイペイ | 日本                 | ブラジル             |
| 4  | 1993年 | ロンドリーナ       | 10     | ブラジル             | チャイニーズタイペイ | 韓国                 |
| 5  | 1994年 | マサトラン         | 3      | キューバ             | ドミニカ共和国       | ブラジル             |
| 6  | 1995年 | ロンドリーナ       | 10     | キューバ             | ブラジル             | アメリカ合衆国       |
| 7  | 1996年 | 千葉               | 10     | 韓国                 | キューバ             | チャイニーズタイペイ |
| 8  | 1997年 | 新竹               | 10     | キューバ             | チャイニーズタイペイ | オーストラリア       |
| 9  | 1998年 | フェアビューハイツ | 12     | アメリカ合衆国       | チャイニーズタイペイ | ベネズエラ           |
| 10 | 2001年 | モンテレイ         | 11     | アメリカ合衆国       | ベネズエラ           | オーストラリア       |
| 11 | 2003年 | 高雄               | 9      | アメリカ合衆国       | チャイニーズタイペイ | キューバ             |
| 12 | 2005年 | マサトラン         | 3      | キューバ             | アメリカ合衆国       | オーストラリア       |
|    | 2007年 | ベネズエラの旗     |        | 大会中止             | 大会中止             | 大会中止             |
| 13 | 2009年 | 台中               | 12     | アメリカ合衆国       | キューバ             | メキシコ             |
| 14 | 2011年 | ラゴス・デ・モレノ | 11     | アメリカ合衆国       | キューバ             | 日本                 |

### 15U世界野球選手権大会
| 回 | 開催期間             | 開催地 | 出場数 | メダリスト | メダリスト | メダリスト           |
| 回 | 開催期間             | 開催地 | 出場数 | 優勝       | 準優勝     | 3位                  |
| -- | -------------------- | ------ | ------ | ---------- | ---------- | -------------------- |
| 1  | 2012年8月16日 - 26日 | チワワ | 15     | ベネズエラ | キューバ   | チャイニーズタイペイ |

### 15U野球ワールドカップ
| 回 | 開催期間                | 開催地     | 出場数 | メダリスト | メダリスト     | メダリスト |
| 回 | 開催期間                | 開催地     | 出場数 | 優勝       | 準優勝         | 3位        |
| -- | ----------------------- | ---------- | ------ | ---------- | -------------- | ---------- |
| 2  | 2014年7月31日 - 8月10日 | モンテレイ | 18     | キューバ   | アメリカ合衆国 | ベネズエラ |

### WBSC U-15 野球ワールドカップ
| 回 | 開催期間               | 開催地                      | 出場数 | メダリスト     | メダリスト   | メダリスト           |
| 回 | 開催期間               | 開催地                      | 出場数 | 優勝           | 準優勝       | 3位                  |
| -- | ---------------------- | --------------------------- | ------ | -------------- | ------------ | -------------------- |
| 3  | 2016年7月29日 - 8月7日 | いわき                      | 12     | キューバ       | 日本         | アメリカ合衆国       |
| 4  | 2018年8月10日 - 19日   | ダビッド / チトレ           | 12     | アメリカ合衆国 | パナマ       | チャイニーズタイペイ |
| 5  | 2022年8月26日 - 9月4日 | エルモシージョ              | 13     | アメリカ合衆国 | キューバ     | チャイニーズタイペイ |
| 6  | 2024年8月16日 - 25日   | バランキージャ / カルタヘナ | 12     | 日本           | プエルトリコ | チャイニーズタイペイ |
| 7  | 2026年                 | イタリアの旗                |        |                |              |                      |

### メダル獲得数の国別一覧
2024年大会終了時点
| 順位               | 国/地域              | 金 | 銀 | 銅 | 計 |
| ------------------ | -------------------- | -- | -- | -- | -- |
| 1                  | アメリカ合衆国       | 7  | 2  | 2  | 11 |
| 2                  | キューバ             | 6  | 5  | 2  | 13 |
| 3                  | 日本                 | 3  | 2  | 1  | 6  |
| 4                  | チャイニーズタイペイ | 1  | 5  | 5  | 11 |
| 5                  | ブラジル             | 1  | 2  | 2  | 5  |
| 6                  | ベネズエラ           | 1  | 1  | 2  | 4  |
| 7                  | 韓国                 | 1  | 0  | 1  | 2  |
| 8                  | ドミニカ共和国       | 0  | 1  | 0  | 1  |
| 8                  | パナマ               | 0  | 1  | 0  | 1  |
| 8                  | プエルトリコ         | 0  | 1  | 0  | 1  |
| 11                 | オーストラリア       | 0  | 0  | 3  | 3  |
| 12                 | メキシコ             | 0  | 0  | 1  | 1  |
| 12                 | 中華人民共和国       | 0  | 0  | 1  | 1  |
| 計 (国/地域数: 13) | 計 (国/地域数: 13)   | 20 | 20 | 20 | 60 |